# Tatort: Fiderallala
Fiderallala ist ein Fernsehfilm aus der Krimireihe Tatort. Der vom WDR produzierte Beitrag ist die 1299. Tatort-Episode und wurde am 6. April 2025 im SRF, im ORF und im Ersten ausgestrahlt. Das Münsteraner Ermittlerduo Thiel und Boerne ermittelt seinen 47. Fall.

## Handlung
Professor Karl-Friedrich Boerne und Kriminalhauptkommissar Frank Thiel nehmen an einer ausgelassenen Party in der medizinischen Fakultät teil. Nach dem Genuss mehrerer Drogen-Cocktails singt Boerne völlig enthemmt Die Vogelhochzeit mit dem Refrain Fiderallala. Am nächsten Morgen kann sich Boerne an den Party-Abend nicht mehr erinnern, auch nicht, als der Student Chris Haffmeister, Barkeeper bei der Party, tot aufgefunden wird. Er ist an einem Spannungspneumothorax infolge einer Stichverletzung verstorben.
Die Studentin Fraya Menke hatte sich mit dem Opfer über ein Zimmer gestritten, das Haffmeister ihr über die Wohnungsbörse des AStA vermitteln wollte. Viele Studierende müssen wegen der Zimmerknappheit in Zelten übernachten. Nach Haffmeisters Tod zieht Fraya Menke bei ihrer Mutter aus und übernimmt dessen Zimmer in einer WG mit Felix Schneider.
Die Studentin Lucy Osthofen gesteht, Haffmeister in Notwehr erstochen zu haben, als er sie bedrängt habe, kann aber keine näheren Angaben zum Tatwerkzeug machen. Da auf der Leiche keine DNA von ihr gefunden wird, kann sie nicht die Täterin sein.
Am nächsten Tag findet Alice Probst ihren Vater Professor Achim Probst erschlagen in seiner Wohnung. Die Studentin Kim Moser gerät zwar unter Verdacht, kann jedoch ein Alibi vorweisen. Der ehemalige Profi-Fußballer Erkan Gül gesteht, Professor Probst bei einem Einbruch erschlagen zu haben, kann aber auch nicht der Täter gewesen sein.
Durch einen Versuch mit ihren Studenten beweisen Professor Boerne und Silke „Alberich“ Haller, wie leicht Erinnerungen manipuliert werden können. Sie stellen fest, dass Frayas Mutter Dr. Solveig Menke als Psychotherapeutin u. a. die Erinnerungen ihrer Patienten Lucy Osthofen und Erkan Gül manipuliert hatte. Der Polizist Dennis Kollberg hatte dies herausgefunden und Dr. Menke erpresst, damit sie ihm einen Mord an Professor Probst ermöglichte.

## Hintergrund
Der Film wurde vom 10. September 2024 bis zum 10. Oktober 2024 in Köln, Münster und Umgebung gedreht.
Trotz des gleichen Nachnamens ist die Regisseurin Isa Prahl nicht mit Hauptdarsteller Axel Prahl verwandt:

„Isa Prahl: Nein, wir sind nicht verwandt. Tatsächlich werde ich immer mal wieder gefragt, ob Axel Prahl mein Vater sei.“

## Rezeption

### Kritiken
„Dass der ‚Tatort‘ aus Münster für Albernheiten bekannt ist, ist klar. […] Trotzdem hätte der Geschichte etwas mehr Ernsthaftigkeit gutgetan, als Gegengewicht zum diesmal wirklich arg konstruierten Kriminalfall. Stattdessen setzt ‚Fiderallala‘ […] auf die altbewährte und inzwischen recht abgenutzte Formel für einen Münster-‚Tatort‘: Klamauk vor Krimi.“

„Der Tatort nimmt sich viel Zeit für die Szenen, in denen Boerne zu vermeiden versucht, dass Thiel den Text zu Gesicht bekommt [...]. Toll ist dieser Nebenstrang an Interaktion aber vor allem, weil der Film den drohenden Verrat in der Beziehung der beiden Männer durchaus ernst nimmt – Thiel und Boerne reden im Rahmen der Möglichkeiten, die sie als komische Figuren haben, über ihre Gefühle. Und das gelingt gut, weil Regisseurin Isa Prahl [...] den Klamauk, der im Gegensatz der beiden Figuren steckt, runterdimmt im Spiel.“

„Die Erzählmotive wurden von Autorin Regine Bielefeldt clever miteinander verwoben, und Boerne erlebt ein für den Zuschauer komisches Wechselbad der Rollen und Gefühle. Das sorgt für dezentes Schmunzeln. Das Irrwitzige steckt ohnehin nicht in vordergründigen Lachern, sondern in der Handlung, in Form einer „absurden Schnapsleiche“ und besagten falschen Geständnissen. (Anm.: Der Autor vergibt viereinhalb von sechs möglichen Punkten.)“

### Einschaltquoten
Die Erstausstrahlung von Fiderallala am 6. April 2025 wurde in Deutschland von 11,82 Millionen Zuschauern gesehen und erreichte einen Marktanteil von 42,0 % für Das Erste.